# Quiloazas
Los quiloazas fueron un pueblo indígena que a la llegada de los primeros exploradores españoles en el siglo XVI se hallaban en la República Argentina en el centro de la provincia de Santa Fe sobre el río Paraná en torno a la laguna Setúbal. El río San Javier fue denominado río de los Quiloazas y junto a él se fundó la primitiva ciudad de Santa Fe.
Formaban parte del grupo de los chaná-timbúes (o grupo del Litoral), los que geográficamente se agrupaban en: 
- septentrionales: mepenes y mocoretaes
- centrales: calchines, quiloazas, corondas, timbúes y carcaraes
- meridionales: chanás y mbeguaes

Se los cree emparentados con los guaycurúes ya que sus restos arqueológicos evidencian influencias amazónicas. Diversas fuentes coloniales los mencionan como altos y bien formados, se sabe que superaban los 1,70 m de talla promedio. Estos pueblos eran posiblemente el producto de reiterados mestizajes y aculturaciones entre pámpidos y láguidos.
Eran seminómades o semisedentarios y básicamente cazadores-recolectores y pescadores.
Generalmente se considera que integraban la familia lingüística de los arahuacos.

## Testimonios históricos sobre los quiloazas
Hernando de Ribera en su carta del 25 de febrero de 1545 relata el viaje hacia Asunción en 1536, mencionando que había descubierto a los quiluaçus, recordando que cuando estuvo con Sebastián Caboto no los vieron:

Venimos a tierra de los yndios quiluaçus ques jente labradora y de grandes pesquerías, la cual bibe del puerto de corpus christi veynte leguas; arriba, de los quales no se havía tenido noticia como quel dicho don pedro de mendoça tenía e tuvo sentado su real en aquella comarca hasta en tanto que yo vine a esta provincia y descubrí la dicha tierra por que en tiempo de sebastian caboto yo tuve comunicación y plática con las dichas generaciones y aquí se fornecieron y cargaron los dichos navios y venimos navegando hasta llegar a esta ciudad y puerto de la Asunción.

El soldado de la expedición del adelantado Pedro de Mendoza, Ulrico Schmidl, describió a los quiloazas que encontraron de viaje al Paraguay en 1536 en su obra Viaje al Río de la Plata (impresa en 1567), llamándolos gulgeissen y gulgaises (del alemán: laguneros):

De allí, seguimos nosotros adelante hasta llegar a otra nación, que se llaman gulgeissen, que alcanzan a ser unos 40.000 hombres de pelea, se mantienen de pescado y carne, también tienen estrellitas en las narices; mas se hallan a unas 30 millas de camino de los carendes; hablan una sola lengua con los tiembú y carendes; viven en una laguna que mide de largo 6 millas por cuatro de ancho del lado izquierdo del Parnau; 4 días nos quedamos con ellos; compartieron también con nosotros de su pobreza, como igualmente nosotros de la nuestra con ellos (...) Están a 64 meil de los Gulgaises.

Domingo Martínez de Irala en su Relación de abril de 1541 los denominó quiloazes:

... specialmente con los anundas questa arryba en el cabo del estero y con los quiloazes questan por algo nuestros amygos syendo los vergantynes eneste numero...

La Historia general y natural de las Indias, islas y tierra firme del mar océano fue publicada por Gonzalo Fernández de Oviedo en partes entre 1535 y 1557 con una relación sobre los quiloaces:

... é más adelante, á par de una laguna y dentro en ella vive una gente llamada quiloaces; y más adelante dellos están otros indios que se dicen los barrigudos, y son de menor estatura que los que avemos dicho, y tienen unos perrillos que crían en sus casas, mudos, que no ladran, y los tienen por buen manjar, y los comen quando quieren. Son dados á la agricoltura y labor del campo.

Francisco Ortiz de Vergara en su Relación a D. Juan de Ovando de enero de 1573, se refiere a los quiloazas de la siguiente manera:

...pasados estos timbues estan los quiluaçes, luego los mecoretaes...

El cronista Juan López de Velasco en su Geografía y descripción universal de las Indias, que escribió entre 1571 y 1574, situó a la laguna de los Quiloaces:

Siete leguas de Carçarana, está una laguna ó estero que se llama de los Quiloaces, que otros dicen rio de Timbues ó de Janaes, que arriba se dijo de Chanaes. Ciento cincuenta leguas de la laguna de los Quiloaces, entra en el río de la Plata el río que llaman Paraná...

Martín del Barco Centenera en su poema histórico Argentina y conquista del Río de la Plata con otros acaecimientos de los reinos del Perú, Tucumán y el Estado del Brasil (La Argentina) publicado en 1602 hizo referencia a los quiloazas:

El Paraná abajo, y a los fines
 habitan los malditos Charruaes
 Naúes y Mepenes, Chiloazas;
 a pesca todos dados y a las cazas.

En el verso correspondiente a la llegada del adelantado Juan Ortiz de Zárate en 1574 a la ciudad de Santa Fe, acompañado del propio Martín del Barco Centenera, refiere:

Al fin la Santa Fe, tiempo gastado,
 se llega, do poco antes los vecinos
 salieron a nosotros navegando
 en balsas y canoas los Calchinos
 Mepenes, Chiloazas voceando
 también salen por tierra a los caminos
 celebrando con gozo la venida
 a quien quitar quisieran alma y vida.